# Remuna
Remuna è una città dell'India di 28.958 abitanti, situata nel distretto di Balasore, nello stato federato dell'Orissa. In base al numero di abitanti la città rientra nella classe III (da 20.000 a 49.999 persone).

## Geografia fisica
La città è situata a 21° 31' 34 N e 86° 52' 20 E e ha un'altitudine di 19 m s.l.m..

## Società

### Evoluzione demografica
Al censimento del 2001 la popolazione di Remuna assommava a 28.958 persone, delle quali 15.131 maschi e 13.827 femmine. I bambini di età inferiore o uguale ai sei anni assommavano a 3.925, dei quali 1.996 maschi e 1.929 femmine. Infine, coloro che erano in grado di saper almeno leggere e scrivere erano 17.789, dei quali 10.501 maschi e 7.288 femmine.